# Australie aux Jeux olympiques d'été de 2000
L'Australie participe aux Jeux olympiques d'été de 2000 à Sydney. Il s'agit de la nation organisatrice de ces Jeux d'été, les seconds dans le pays après les Jeux olympiques d'été de 1956 à Melbourne.
Elle a remporté 58 médailles dont 16 en or, et est ainsi classée à la quatrième place du tableau des médailles.

## Nombre de médailles

### Médailles d'or
| Sport               | Discipline                           | Athlète(s) | Performance                            | Date         |
| Médailles d'or : 16 |                                      | |                                        |              |
| Athlétisme          | 400 m féminin                        | Cathy Freeman | 49 s 11                                | 25 septembre |
| Beach-volley        | Tournoi féminin                      | Natalie Cook Kerri Pottharst | 2 - 0 contre Adriana Behar/Shelda Bede | 25 septembre |
| Cyclisme sur piste  | Course à l'américaine masculine      | Brett Aitken Scott McGrory | 26 pts                                 | 21 septembre |
| Équitation          | Concours complet par équipes         | Matt Ryan sur Kibah Sandstone Stuart Tinney sur Jeepster Andrew Hoy sur Darien Powers Phillip Dutton sur House Doctor | 146,80 -pts                            | 19 septembre |
| Hockey sur gazon    | Tournoi féminin                      | Alyson Annan Juliet Haslam Alison Peek Claire Mitchell-Taverner Kate Starre Katie Allen Lisa Carruthers Rechelle Hawkes Clover Maitland Rachel Imison Angie Skirving Julie Towers Renita Garard Jenny Morris Katrina Powell Nikki Hudson | Victoire 3 - 1 contre l'Argentine      | 29 septembre |
| Natation            | 400 m nage libre masculin            | Ian Thorpe | 3 min 40 s 59 (RM)                     | 16 septembre |
| Natation            | Relais 4 x 100 m nage libre masculin | Michael Klim Ashley Callus Chris Fydler Ian Thorpe Todd Pearson Adam Pine | 3 min 13 s 67 (RM)                     | 16 septembre |
| Natation            | 200 m nage libre féminin             | Susie O'Neill | 1 min 58 s 24                          | 19 septembre |
| Natation            | Relais 4 x 200 m nage libre masculin | Todd Pearson Ian Thorpe Bill Kirby Michael Klim Grant Hackett Daniel Kowalski | 7 min 7 s 05 (RM)                      | 19 septembre |
| Natation            | 1 500 m nage libre masculin          | Grant Hackett | 14 min 48 s 33                         | 23 septembre |
| Taekwondo           | Moins de 49 kg féminin               | Lauren Burns | Victoire contre Meléndez               | 27 septembre |
| Tir                 | Trap masculin                        | Michael Diamond | 147 pts                                | 17 septembre |
| Tir à l’arc         | Épreuve individuelle hommes          | Simon Fairweather | Victoire 113-106 contre Vic Wunderle   | 20 septembre |
| Voile               | 470 féminin                          | Jenny Armstrong Belinda Stowell | 33 pts                                 | 28 septembre |
| Voile               | 470 masculin                         | Tom King Mark Turnbull | 38 pts                                 | 28 septembre |
| Water polo          | Tournoi féminin                      | Taryn Woods Debbie Watson Liz Weekes Danielle Woodhouse Bronwyn Mayer Gail Miller Melissa Mills Simone Hankin Yvette Higgins Kate Hooper Naomi Castle Joanne Fox Bridgette Gusterson                                                     | Victoire 4 - 3 contre les États-Unis   | 23 septembre |

### Médailles d'argent
| Sport                   | Discipline                               | Athlète(s) | Performance                                         | Date         |
| Médailles d'argent : 25 |                                          | |                                                     |              |
| Athlétisme              | Saut à la perche féminin                 | Tatiana Grigorieva | 4,55 m                                              | 25 septembre |
| Athlétisme              | Saut en longueur masculin                | Jai Taurima | 8,49 m (ROc)                                        | 28 septembre |
| Aviron                  | Deux sans barreuse féminin               | Rachael Taylor Kate Slatter | 7 min 12 s 56                                       | 23 septembre |
| Aviron                  | Quatre sans barreur poids léger masculin | Simon Burgess Anthony Edwards Darren Balmforth Robert Richards | 6 min 2 s 09                                        | 24 septembre |
| Aviron                  | Huit masculin                            | Christian Ryan Alastair Gordon Nick Porzig Robert Jahrling Mike McKay Stuart Welch Daniel Burke Jaime Fernandez Brett Hayman                                               | 5 min 33 s 88                                       | 24 septembre |
| Basket-ball             | Tournoi féminin                          | Carla Boyd Sandy Brondello Shelley Sandie Rachael Sporn Michele Timms Annie La Fleur Trisha Fallon Michelle Brogan Kristi Harrower Jo Hill Lauren Jackson Jennifer Whittle | Défaite 54 - 76 contre les États-Unis               | 30 septembre |
| Canoë-kayak             | K2 500 m hommes                          | Daniel Collins Andrew Trim | 1 min 47 s 895                                      | 1er octobre  |
| Cyclisme sur piste      | Épreuve du 500 m féminin                 | Michelle Ferris | 34 s 696                                            | 16 septembre |
| Cyclisme sur piste      | Épreuve du keirin masculin               | Gary Neiwand |                                                     | 21 septembre |
| Équitation              | Concours complet individuel              | Andrew Hoy sur Swizzle Inn | 38,90 -pts                                          | 22 septembre |
| Natation                | 100 m dos masculin                       | Matt Welsh | 54 s 07                                             | 18 septembre |
| Natation                | 200 m nage libre masculin                | Ian Thorpe | 1 min 45 s 83                                       | 18 septembre |
| Natation                | 100 m brasse féminin                     | Leisel Jones | 1 min 7 s 49                                        | 18 septembre |
| Natation                | Relais 4 x 200 m nage libre féminin      | Giaan Rooney Petria Thomas Kirsten Thomson Susie O'Neill Elka Graham Jacinta Van Lint                                                                                      | 7 min 58 s 52                                       | 20 septembre |
| Natation                | 200 m papillon féminin                   | Susie O'Neill | 2 min 6 s 58                                        | 20 septembre |
| Natation                | 100 m papillon masculin                  | Michael Klim | 52 s 18                                             | 22 septembre |
| Natation                | Relais 4 x 100 m 4 nage féminin          | Petria Thomas Leisel Jones Susie O'Neill Dyana Calub Giaan Rooney Sarah Ryan Tarnee White                                                                                  | 4 min 1 s 59                                        | 23 septembre |
| Natation                | Relais 4 x 100 m 4 nage masculin         | Matt Welsh Regan Harrison Geoff Huegill Michael Klim Ryan Mitchell Adam Pine Ian Thorpe Josh Watson                                                                        | 3 min 35 s 27                                       | 23 septembre |
| Taekwondo               | Plus de 80 kg hommes                     | Daniel Trenton | Défaite contre Kim                                  | 30 septembre |
| Tennis                  | Double messieurs                         | Todd Woodbridge Mark Woodforde | Défaite 7-5 / 3-6 / 4-6 / 62-7 contre Lareau/Nestor | 27 septembre |
| Tir                     | Double trap hommes                       | Russell Mark | 187 pts                                             | 20 septembre |
| Trampoline              | Individuel masculin                      | Ji Wallace | 39,3 pts                                            | 23 septembre |
| Triathlon               | Épreuve féminine                         | Michellie Jones | 2 h 0 min 42 s 55                                   | 16 septembre |
| Voile                   | Tornado                                  | Darren Bundock John Forbes | 25 pts                                              | 24 septembre |

### Médaille de bronze
| Sport                    | Discipline                       | Athlète(s) | Performance                           | Date         |
| Médailles de bronze : 17 |                                  | |                                       |              |
| Aviron                   | Deux sans barreur masculin       | Matthew Long James Tomkins | 6 min 34 s 26                         | 23 septembre |
| Aviron                   | Quatre sans barreur masculin     | James Stewart Ben Dodwell Geoffrey Stewart Bo Hanson | 5 min 57 s 61                         | 23 septembre |
| Canoë-kayak              | K1 500 m féminin                 | Katrin Borchert | 2 min 15 s 138                        | 1er octobre  |
| Cyclisme sur piste       | Épreuve du kilomètre masculine   | Shane Kelly | 1 min 2 s 218                         | 16 septembre |
| Cyclisme sur piste       | Vitesse par équipes masculine    | Darryn Hill Sean Eadie Gary Neiwand | 45 s 161                              | 17 septembre |
| Cyclisme sur piste       | Poursuite individuelle masculine | Bradley McGee | Victoire contre Hayles 4 min 19 s 250 | 17 septembre |
| Hockey sur gazon         | Tournoi masculin                 | Michael Brennan Adam Commens Jason Duff Troy Elder James Elmer Damon Diletti Lachlan Dreher Paul Gaudoin Jay Stacy Daniel Sproule Stephen Davies Michael York Craig Victory Stephen Holt Matthew Wells Brent Livermore | Victoire 6 - 3 contre le Pakistan     | 30 septembre |
| Judo                     | Moins de 57 kg femmes            | Maria Pekli | Victoire par Koka contre Cavazzuti    | 18 septembre |
| Natation                 | 200 m papillon masculin          | Justin Norris | 1 min 56 s 17                         | 19 septembre |
| Natation                 | 200 m papillon féminin           | Petria Thomas | 2 min 7 s 12                          | 20 septembre |
| Natation                 | 200 m dos masculin               | Matt Welsh | 1 min 57 s 59                         | 21 septembre |
| Natation                 | 100 m papillon masculin          | Geoff Huegill | 52 s 22                               | 22 septembre |
| Plongeon                 | Synchronisé à 3 mètres masculin  | Robert Newbery Dean Pullar | 322,86 pts                            | 28 septembre |
| Plongeon                 | Plateforme 10 mètres féminine    | Rebecca Gilmore Loudy Tourky | 301,50 pts                            | 28 septembre |
| Softball                 | Tournoi féminin                  | Joanne Brown Kerry Dienelt Peta Ebedone Tanya Harding Melanie Roche Natalie Ward Brooke Wilkins Sandra Allen Sue Fairhurst Selina Follas Fiona Crawford Kelly Hardie Sally McDermid Simmone Morrow Natalie Titcume     | Victoire 3 - 2 contre le Japon        | 26 septembre |
| Tir                      | Pistolet à 10 m féminin          | Annemarie Forder | 484,0 pts                             | 17 septembre |
| Voile                    | Laser masculin                   | Michael Blackburn | 62 pts                                | 29 septembre |

## Athlétisme
| Athlète             | Épreuve    | Séries  | Séries | Quarts de finale | Quarts de finale | Demi-finales | Demi-finales | Finale  | Finale  |
| Athlète             | Épreuve    | Temps   | Rang   | Temps            | Rang             | Temps        | Rang         | Temps   | Rang    |
| ------------------- | ---------- | ------- | ------ | ---------------- | ---------------- | ------------ | ------------ | ------- | ------- |
| Matthew Shirvington | 100 mètres | 10 s 35 | 2e     | 10 s 13          | 2e               | 10 s 26      | 5e           | Éliminé | Éliminé |
| Patrick Johnson     | 100 mètres | 10 s 31 | 2e     | 10 s 44          | 5e               | Éliminé      | Éliminé      | Éliminé | Éliminé |
| Paul Di Bella       | 100 mètres | 10 s 52 | 5e     | Éliminé          | Éliminé          | Éliminé      | Éliminé      | Éliminé | Éliminé |
| Darryl Wohlsen      | 200 mètres | 20 s 98 | 5e     | Eliminé          | Eliminé          | Eliminé      | Eliminé      | Eliminé | Eliminé |
| Matthew Shirvington | 200 mètres | 20 s 91 | 4e     | Eliminé          | Eliminé          | Eliminé      | Eliminé      | Eliminé | Eliminé |
| Patrick Johnson     | 200 mètres | 20 s 88 | 5e     | 20 s 87          | 7e               | Eliminé      | Eliminé      | Eliminé | Eliminé |

## Performance
Le nageur australien Ian Thorpe avec trois médailles d'or et deux d'argent est le sportif le plus médaillé de ces Jeux (le gymnaste russe Alexei Nemov en a obtenu six, mais seulement deux en or ; Marion Jones étant disqualifiée pour dopage).